# Мезьер-сюр-Уаз
Мезье́р-сюр-Уа́з (фр. Mézières-sur-Oise) — коммуна во Франции, находится в регионе Пикардия. Департамент коммуны — Эна. Входит в состав кантона Рибмон. Округ коммуны — Сен-Кантен.
Код INSEE коммуны — 02483.

## Население
Население коммуны на 2010 год составляло 542 человека.
| 1962 | 1968 | 1975 | 1982 | 1990 | 1999 | 2010 | 2015 |
| ---- | ---- | ---- | ---- | ---- | ---- | ---- | ---- |
| 454  | 525  | 649  | 603  | 569  | 567  | 542  | 520  |

## Экономика
В 2010 году среди 334 человек трудоспособного возраста (15—64 лет) 223 были экономически активными, 111 — неактивными (показатель активности — 66,8 %, в 1999 году было 67,9 %). Из 223 активных жителей работали 203 человека (101 мужчина и 102 женщины), безработных было 20 (14 мужчин и 6 женщин). Среди 111 неактивных 34 человека были учениками или студентами, 46 — пенсионерами, 31 были неактивными по другим причинам.